# Канди (Шри-Ланка)
Ка́нди (синг. මහනුවර) или Сенкадагалапура (Senkadagalapura) — город в центральной части Шри-Ланки, столица Центральной провинции, административный центр округа Канди. Население — 161 тыс. человек (2001). 
Основан в XIV веке на высоте 500 м над уровнем моря, одна из древних столиц острова. Известен как один из священных буддистских городов, место нахождения храма Зуба Будды (Шри-Далада-Малигава). В 1988 г. исторический центр включён в список Всемирного наследия ЮНЕСКО.

## История
Сенкадагалапура основана в XIV веке сингальским королём Викрамабаху III из Гамполы к северу от современного местоположения города. В 1592 году в Канди был перенесена святыня — зуб Будды — и статус столицы. В 1815 году государство Канди заключило договор о вхождении в Британскую империю. 
После возвращения из Канди в Коломбо в 1890 году А. П. Чехов отписал на родину:
Цейлон — место, где был рай. Здесь, в раю, я сделал больше ста верст по железной дороге и по самое горло насытился пальмовыми лесами и бронзовыми женщинами. Когда у меня будут дети, то я не без гордости скажу им: «Сукины дети, я на своем веку имел сношение с черноглазой индуской… и где же? в кокосовом лесу, в лунную ночь».

## Храм Зуба Будды
Храм входит в комплекс королевского дворца. Является объектом паломничества буддистов. Со святыней связан целый комплекс ритуалов, включающий ежедневные, еженедельные и ежемесячные церемонии. Наиболее зрелищная — ежегодная церемония Есала-Мангаллайа (Esala Mangallaya), к которой приурочен фестиваль народного искусства сингалов и других народов Шри-Ланки.
В мире известна ещё одна сходная буддистская святыня — зуб Будды хранится в монастыре Фо Гуан Шань на Тайване.
25 января 1998 года четверо боевиков «тамильских тигров» врезались на грузовике, начинённом взрывчаткой, в Храм Зуба Будды. Во время атаки было убито 7 человек и ранено 25.

## Другие достопримечательности
- В Канди находится один из крупнейших в Азии ботанических садов — Королевский ботанический сад в Перадении
- В городе сохранились дворец правителей государства Канди и колониальные постройки XIX века в викторианском стиле.

- Панорама города на холмах
- Озеро Канди
- Дождь в Канди
- Башня храма

## Климат
| Показатель                                                                 | Янв. | Фев. | Март | Апр. | Май  | Июнь | Июль | Авг. | Сен. | Окт. | Нояб. | Дек. | Год  |
| -------------------------------------------------------------------------- | ---- | ---- | ---- | ---- | ---- | ---- | ---- | ---- | ---- | ---- | ----- | ---- | ---- |
| Средний суточный максимум, °C                                              | 27   | 28   | 30   | 30   | 29   | 28   | 27   | 28   | 28   | 28   | 27    | 27   | 28   |
| Средняя температура, °C                                                    | 23,1 | 24,1 | 25,4 | 25,9 | 25,6 | 24,8 | 24,3 | 24,4 | 24,3 | 24,3 | 24    | 23,7 | 24,5 |
| Средний суточный минимум, °C                                               | 18   | 18   | 18   | 20   | 20   | 20   | 20   | 19   | 19   | 19   | 19    | 18   | 19   |
| Источник: http://www.weather2travel.com/climate-guides/sri-lanka/kandy.php |      |      |      |      |      |      |      |      |      |      |       |      |      |